# Suntech Power
Suntech Power Holdings Co., Ltd. (尚德 Shàngdé) (NYSE: STP) er en kinesisk producent af solcellepaneler, som er verdens største med en produktionskapacitet på 1.800 MW årligt ved udgangen af 2010. Gennem kontorer og produktionsfaciliteter på alle de største markeder har Suntech leveret mere end 13.000.000 solcellepaneler til tusindvis af virksomheder i mere end 80 af verdens lande. Centrum for Suntech er hovedsædet i Wuxi i Kina, som desuden er forsynet med verdens største bygningsintegrerede solcellefacade.
Suntech havde i 2011 en global markedsandel på 8,1 % indenfor solcellepaneler. Samlet set har de fem største kinesiske producenter af solcellepaneler en markedsandel på 30% i 2011, hvilket er en fordobling af markedsandelen på 2,5 år. De fem største kinesiske producenter i 2011 var Suntech, Yingli, Trina, Canadian og Jinko.

## Installationer
Suntech Power har forsynet eller installeret solcellepaneler for flere solcellekraftværker og systemer over verden. 
- De notable installationer inkluderer:
- Clif Bar Hovedsædet
- The Wharf, hjemsted for Sydney Theatre Company (Sydney, Australien)
- Alamosa Power Plant (Colorado, USA)
- Arizona State University (Arizona, USA)
- Beijing National Stadium (Beijing, Kina)
- Elecnor Power Plant (Trujillo, Spanien)
- Masdar City Solar Farm (Abu Dhabi, UAE)
- Nellis Air Force Base (Nevada, USA)
- Expo 2010 Shanghai (Shanghai, Kina)
- Ketura Sun (Kibbutz Ketura, Israel)

## Globale operationer
Suntech Power har repræsentationskontorer i Kina, Australien, USA, Schweiz, Spanien, Italien, Tyskland, Japan og Dubai. Desuden har Suntech produktionsfaciliteter i Wuxi, Luoyang, Qinghai, Shanghai, Tyskland, Japan og USA.
Suntech America er baseret i San Francisco i Californien og har produktionsfaciliteter i Phoenix i Arizona. Suntech also has executives of their US operations in top posts in American solar panel industry groups.

## Historie
Før virksomheden blev børsnoteret på New York Stock Exchange i 2005, så blev Suntech etableret af et konsortium af private kapitalvirksomheder inklusive Actis Capital og Goldman Sachs. Deres investering i Suntech anses som meget profitabel, da de involverede kapital-stillere har fået deres investering mere end 10 gange igen.
Gennem de seneste år har Suntech kørt med store underskud og har oparbejdet en omfattende gæld på over 2,2 mia. US $, virksomheden er derfor truet af insolvens og er dybt afhængig af investorernes velvillighed.